# El Bananero
Adrián Maximiliano Nario Pérez (New Jersey, États-Unis, 12 septembre 1976), mieux connu sous le nom d' El Bananero, est un producteur et phénomène Internet , connu pour avoir mis en ligne ses vidéos de classe B avec un humour et langage obscène sur le site web elbananero.com depuis 2005, puis sur YouTube.  C'est l'un des pionniers de la plateforme et le symbole d'une décennie de divertissement populaire au début de l'ère numérique, selon le journal El Universo.

## Biographie
Adrián Nario est né dans le New Jersey (États-Unis) et à partir de 8 ans, il a déménagé à Montevideo (Uruguay) où il a vécu jusqu'en 2005, puis à Miami (États-Unis),. 
À l'âge de six ans, ses parents l'ont laissé seul à la maison lorsqu'ils sont allés travailler. Adrian connaissait donc les chaînes de télévision par câble pour adultes. À l'école, il était timide et pour faire plaisir à ses camarades de classe, Adrian a enregistré la pornographie de la télévision pour la montrer à ses compagnons,. 
Avant de migrer aux États-Unis, Adrián faisait partie du groupe de ska punk uruguayen Once Tiros, qui faisait partie de sa première formation.

## Phénomène internet

### Les débuts sur le web
En 2005, Adrián décide de faire des vidéos pour s'amuser avec ses amis, avec un contenu satirique, irrévérencieux, vulgaire, machiste, eschatologique et obscène, où il se moque de sujets tabous tels que le sexe et les parodies de films célèbres avec leurs propres productions, attention en ligne en Amérique latine,, il a créé son propre site Web, elbananero.com, pour télécharger ses vidéos et les partager avec ses collègues, qui l'ont raconté à d'autres amis et sont ainsi devenus viraux avec son pseudonyme El Bananero,,. Un an plus tard, après la création de YouTube, il ouvre sa chaîne sur laquelle il télécharge également ses vidéos. Il réalise une vidéo de base par semaine pendant les trois premiers mois, après un an. son contenu a été visité par 15 000 à 20 000 personnes, devenant une célébrité d'Internet ou, comme il s'appelle lui-même "une célébrité de classe B", étant populaire parmi les adolescents de 15 ans et plus.  Normalement, lors de la création d’une vidéo, son rythme est de plusieurs semaines ou mois. Cela n’a pas affecté les premières années car elles n’ont pas perdu de leur pertinence, mais de nos jours, les tendances se multiplient et perdent rapidement de leur pertinence. 

### Vidéos
Parmi ses contenus figurent les "Trailerazos", qui sont des bandes-annonces parodiques de films hollywoodiens au contenu original,.  Les "Trailerazos" sont "El Hombre que araña" (parodie de Spider-Man), "Harry el Sucio Potter" (parodie de Harry Potter ayant obtenu plus de cent millions de vues à l'époque), "El Impotente Hulk" (parodie de Hulk), etc.,, La parodie de la série animée He-Man réalisée par El Bananero est "Iván el Trolazo", ce qui explique pourquoi ils ont fermé la chaîne YouTube alors qu'elle avait été revendiquée par Mattel, mais ils ont ouvert une autre chaîne qui a atteint 1 million d'abonnés en 2016,,. "Muñeca System" est l'une de ses vidéos. 
En raison du contenu graphique de leurs vidéos, où les organes sexuels sont généralement montrés, leurs vidéos ont été retirées de la plate-forme. Ils ont donc commencé à mettre une affiche de censure dans ces parties de la vidéo pour leur version sur YouTube, tandis que sur leur page Web. le garde non censuré. 
En janvier 2015, El Bananero a surpris ses partisans sur Twitter en publiant une photo avec l'une des actrices pornostars les plus populaires du moment, Mia Khalifa, avec laquelle il a téléchargé une vidéo pour sa chaîne, Mia Khalifa vs La Muñeca Psicótica System. 

### Spectacles en Amérique latine
En plus de gagner sa vie dans le travail quotidien en tant que producteur audiovisuel et youtuber, il a également effectué une tournée en Amérique latine depuis 2014, Il a présenté son spectacle d'humour avec un ton pour adultes, dans des pays comme le Pérou, la Colombie, le Costa Rica, l'Argentine, l'Équateur, le Mexique, l'Uruguay, le Chili, la Bolivie, entre autres,,,,,. 
En 2016, lors d'une interview télévisée en direct pour CNN Chile, El Bananero a dit au revoir en montrant un pénis dessiné sur sa poitrine et a déclaré qu'il souhaitait enseigner le membre masculin de CNN avant de dire au revoir. 